# کامیل کوپر
کامیل کوپر (انگلیسی: Camille Cooper؛ زادهٔ ۵ فوریهٔ ۱۹۷۹) بازیکن بسکتبال اهل ایالات متحده آمریکا است.